# مهرجان دوبروفنيك الصيفي
مهرجان دوبروفنيك الصيفي (بالكرواتية: Dubrovačke ljetne igre) هو مهرجان صيفي يقام سنويًا. تأسس عام 1950 في مدينة دوبروفنيك في كرواتيا. ويقام كل عام في الفترة من 10 يوليو إلى 25 أغسطس.
في أكثر من 70 مكانًا في الهواء الطلق بمدينة دوبروفنيك التي تعود إلى عصر النهضة الباروكي، يتم تقديم برنامج غني بالموسيقى الكلاسيكية والمسرح والأوبرا وعروض الرقص.
كانت فكرة تأسيس مهرجان دوبروفنيك الصيفي في عام 1950 هي المواءمة بين أجواء النهضة والباروكية في دوبروفنيك والروح الحية للدراما والموسيقى، المستمدة في الواقع من طريقة الحياة الفكرية للمدينة نفسها، من تقاليدها الإبداعية الحية، والتي منح التاريخ الثقافي والعلمي الكرواتي، وخاصة في المسرح والأدب، العديد من الأسماء والأعمال العظيمة، وأبقاه على اتصال مستمر مع التيارات المعاصرة في أوروبا الغربية.
كانت فكرة تأسيس مهرجان دوبروفنيك الصيفي في عام 1950 هي المواءمة بين أجواء النهضة والباروكية في دوبروفنيك والروح الحية للدراما والموسيقى، المستمدة في الواقع من طريقة الحياة الفكرية للمدينة نفسها، من تقاليدها الإبداعية الحية، والتي منح التاريخ الثقافي والعلمي الكرواتي، وخاصة في المسرح والأدب، العديد من الأسماء والأعمال العظيمة، وأبقاه على اتصال مستمر مع التيارات المعاصرة في أوروبا الغربية.

## روابط خارجية
- الموقع الرسمي
- برنامج مهرجان دوبروفنيك الصيفي